# العلاقات الأنغولية الدومينيكية
العلاقات الأنغولية الدومينيكية هي العلاقات الثنائية التي تجمع بين أنغولا ودومينيكا.

## مقارنة بين البلدين
هذه مقارنة عامة ومرجعية للدولتين:
| وجه المقارنة                                              | أنغولا           | دومينيكا              |
| --------------------------------------------------------- | ---------------- | --------------------- |
| المساحة (كم2)                                             | 1.25 مليون       | 751                   |
| عدد السكان (نسمة)                                         | 29.78 مليون      | 73.92 ألف             |
| الكثافة السكانية (ن./كم²)                                 | 23.82            | 9.84 ألف              |
| العاصمة                                                   | لواندا           | روسو                  |
| اللغة الرسمية                                             | اللغة البرتغالية | لغة إنجليزية          |
| العملة                                                    | كوانزا أنغولي    | دولار شرق الكاريبي    |
| الناتج المحلي الإجمالي (بليون دولار)                      | 124.21 مليار     | 562.54 مليون          |
| الناتج المحلي الإجمالي (تعادل القوة الشرائية) بليون دولار | 184.83 مليار     | 789.63 مليون          |
| الناتج المحلي الإجمالي الاسمي للفرد دولار أمريكي          | 4.10 ألف         | 7.12 ألف              |
| الناتج المحلي الإجمالي للفرد دولار أمريكي                 |                  | 10.88 ألف             |
| مؤشر التنمية البشرية                                      | 0.533            | 0.724                 |
| رمز المكالمات الدولي                                      | +244             | +1767                 |
| رمز الإنترنت                                              | .ao              | .dm                   |
| المنطقة الزمنية                                           | ت ع م+01:00      | 00، توقيت أطلنطي موحد |

## منظمات دولية مشتركة
يشترك البلدان في عضوية مجموعة من المنظمات الدولية، منها:
| علم المنظمة | اسم المنظمة                                 | تاريخ انضمام أنغولا | تاريخ انضمام دومينيكا |
| ----------- | ------------------------------------------- | ------------------- | --------------------- |
|             | الاتحاد الدولي للاتصالات                    | 13 أكتوبر 1976      | 28 أكتوبر 1996        |
|             | منظمة حظر الأسلحة الكيميائية                | ?                   | ?                     |
|             | منظمة التجارة العالمية                      | ?                   | ?                     |
|             | منظمة الشرطة الجنائية الدولية               | ?                   | ?                     |
|             | الأمم المتحدة                               | 1 ديسمبر 1976       | 18 ديسمبر 1978        |
|             | يونسكو                                      | 11 مارس 1977        | 9 يناير 1979          |
|             | البنك الدولي للإنشاء والتعمير               | 19 سبتمبر 1989      | 29 سبتمبر 1980        |
|             | وكالة ضمان الاستثمار متعدد الأطراف          | 19 سبتمبر 1989      | 7 أكتوبر 1991         |
|             | مؤسسة التنمية الدولية                       | 19 سبتمبر 1989      | 29 سبتمبر 1980        |
|             | مؤسسة التمويل الدولية                       | 19 سبتمبر 1989      | 29 سبتمبر 1980        |
|             | الاتحاد البريدي العالمي                     | ?                   | ?                     |
|             | مجموعة دول أفريقيا والكاريبي والمحيط الهادئ | ?                   | ?                     |

## وصلات خارجية
- موقع وزارة الخارجية الأنغولية